# Duncan (Oklahoma)
Duncan es una ciudad ubicada en el condado de Stephens en el estado estadounidense de Oklahoma. En el año 2010 tenía una población de 23.431 habitantes y una densidad poblacional de 196,73 personas por km².

## Geografía
Duncan se encuentra ubicada en las coordenadas 34°31′0″N 97°56′58″O / 34.51667, -97.94944 (34.516619, -97.949377).

## Demografía
Según la Oficina del Censo en 2000 los ingresos medios por hogar en la localidad eran de $30,373 y los ingresos medios por familia eran $37,080. Los hombres tenían unos ingresos medios de $31,173 frente a los $19,731 para las mujeres. La renta per cápita para la localidad era de $17,643. Alrededor del 27.4% de la población estaban por debajo del umbral de pobreza.
Es la ciudad natal del actor y director de cine Ron Howard, ganador del Óscar, y de Jeane Kirkpatrick, embajadora de los Estados Unidos ante las Naciones Unidas, durante la administración del presidente Ronald Reagan.